# Identité polynomiale
En mathématiques, une identité polynomiale sur une algèbre associative est définie par l’annulation d’un polynôme non commutatif sur toute famille d’éléments de l’algèbre. L’ensemble des identités polynomiales sur une telle algèbre forme un T-idéal de l’algèbre associative libre engendrée par une famille dénombrable de variables formelles, c’est-à-dire un idéal stable par substitution des variables par d’autres polynômes non commutatifs.
Par exemple, toute algèbre commutative vérifie l’identité xy − yx = 0. De même, une algèbre nilpotente d’ordre n (telle que l’ensemble des matrices triangulaires supérieures strictes d’ordre n) admet l’identité xn = 0 et même x1x2⋯xn = 0.
D’après le théorème d’Amitsur–Levitski, toute algèbre de matrices à coefficients dans un anneau commutatif satisfait l’identité standard :
{\displaystyle \sum _{\sigma \in S_{2n}}\varepsilon (\sigma )x_{\sigma (1)}x_{\sigma (2)}\cdots x_{\sigma (2n)}=0}
où S2n est le groupe symétrique d’ordre 2n et la fonction ε est la signature associée.